# Корелья, Микелетто
Микеле́тто Коре́лья (исп. Micheletto Corella), также Микелотто, Мигэль или Микеле Корелья (Валенсия — 1508, Милан) — испанский кондотьер и профессиональный убийца. Приобрёл известность на службе у Чезаре Борджиа, устраняя неугодных ему людей.

## Биография
Микелетто, известный как палач Чезаре Борджиа, с раннего детства был в близких отношениях с последним. Их дружба продолжалась и во время их обучения в Пизанском университете.
23 декабря 1499 года Дон Микеле де Корелья и епископ Трани были назначены наместниками недавно захваченного армией Чезаре Борджиа города Форли. Как писал Рафаэль Сабатини: «Фанатично преданный своему господину, капитан де Корелла держал солдат в не меньшей строгости, чем сам герцог, и беспокоиться за надёжность тыла не приходилось».
18 августа 1500 года в Риме Микелетто задушил Альфонсо Арагонского, второго мужа Лукреции Борджиа.
В марте 1502 года Корелья был назначен Чезаре правителем Пьомбино. В октябре того же года он вместе с Рамиро де Лорка был послан в Пезаро. По пути туда он прознал о мятеже, возникшем в Фоссомброне и Перголе, и отважился на разграбление этих городов, тем самым наказав бунтовщиков.
Никколо Макиавелли так описывает разговор, произошедший между Микелетто Корелья и Оливеротто да Фермо 31 декабря 1502 года: «Тогда дон Микеле поскакал вперед и, подъехав к Оливеротто, сказал ему, что нельзя уводить солдат из казарм, так как люди герцога их отнимут; поэтому он предложил ему разместить их в казармах и вместе ехать навстречу герцогу».
Той же ночью Вителоццо Вителли и Оливеротто да Фермо, схваченные людьми Чезаре, были задушены, предположительно Микелетто собственноручно (Макиавелли намекает об этом в своём письме от 31 декабря).
Однако в один момент дела Борджиа начали ухудшаться: в августе 1503 года умер папа Александр VI, да и его сын Чезаре находился при смерти. Вскоре пост понтифика занял заклятый враг Борджиа — Джулиано делла Ровере, взявший себе имя Юлий II.
В ноябре 1503 года Микеле да Корелья и Таддео делла Вольпе отправились на север с конницей численностью в семьсот всадников на подмогу «романьоли» (жителям Романьи) Чезаре Борджиа, однако они были разбиты в Тоскане войсками Джанпаоло Бальони. Попав в плен, Микелетто пребывал в заключении сначала во Флоренции, а потом в Риме, где его допрашивали и пытали. Однако он не раскрыл те секреты, которые знал о Борджиа.
В 1505 году он был освобождён папой Юлием II, и благодаря ходатайству Макиавелли Корелья получил во Флоренции должность барджелло. Он занимал этот пост в течение двух лет вплоть до 1507 года.
Микелетто Корелья был убит в Милане в январе 1508 года каким-то крестьянином, хотя заказчик убийства остаётся неизвестным.
Рафаэль Сабатини так описывает Микелетто Корелья: «Корелья был наёмником, который сопровождал Чезаре с самых ранних дней его военной карьеры — именно тот, который, как полагают, задушил Альфонсо Арагонского по приказу Чезаре. Как правило, его считают испанцем и называют Микелотто, или Доном Мигелем; однако Альвизи связывает имя Корелья с его возможным венецианским происхождением и сообщает, что, выполняя приказы Чезаре, он нажил себе немало врагов».

## Воплощения в массовой культуре

### Кино
- «Борджиа» (1981; Великобритания), в роли Микелетто Морис О’Коннелл
- «Борджиа» (Канада — Венгрия — Ирландия; 2011—2013), в роли Микелетто Шон Харрис
- «Борджиа» (Франция — Германия — Чехия — Италия; 2011—2014), в роли Микелетто Петр Ванек

### Игры
Микелетто Корелья является одним из антагонистов компьютерной игры Assassin's Creed: Brotherhood.